# Coleophora biminimmaculella
Coleophora biminimmaculella é uma espécie de mariposa do gênero Coleophora pertencente à família Coleophoridae.